# Vilis Lācis
Vilis Lācis (Rīnūži, 1904. május 12. – Riga, 1966. április 12.) lett író, politikus. Lettország nemzetközileg legismertebb írója, jelentősebb műveit több mint ötven nyelvre lefordították. Politikusként a Lett SZSZK első miniszterelnökeként szégyenletes szerepet vállalt 42 000 lett deportálásában.

## Élete

### Fiatalsága
1904-ben született Riga jelenlegi területén található Rīnūžos faluban, apja dokkmunkás volt. Elemi iskolai tanulmányait a daugavgrīvasi iskolában végezte. Az első világháború idején a bevonuló német csapatok elől a család az Altaj vidéki Barnaulba evakuált. Barnaulban elvégezte az ottani tanítóképzőt, és 1918–1921 között falusi tanítóként dolgozott. ekkor jelentek meg első művei a helyi sajtóban. 1921-ben visszatért családjával Rigába, ahol tengerészként helyezkedett el. 1930-ban jelent meg az első lett nyelven írt műve, a Sieviete (Az asszony).

## Lācis az irodalmár
1933 és 1935 között a rigai városi könyvtár könyvtárosa, 1935-től a „Jaunākās Ziņas” irodalmi folyóirat szerkesztője volt. Itt jelent meg 1935-ben legismertebb műve, a Zvejnieka dēls (A halász fia) (magyarul Áko, a sziget fia címen jelent meg). A realista regény nem csak Lettországban volt rendkívül népszerű, hanem nemzetközi ismertséget is szerzett neki. Ezt követően kizárólag az írással foglalkozhatott, műveit Jack London stílusát imitálva írta: Cilvēki maskās (1935), Vecā jūrnieku ligzda (Régi halászfészek) (1937) Pazudusī dzimtene (Elveszített haza) (1940). Ezek a realizmust némi romantikával ötvöző regényei megjelenésük idején nagyon népszerűek voltak.
1940 után Lácis politikai szerepe háttérbe szorította írói munkásságát. Az ideológiai igényeknek megfelelően részben átírta háború előtt született műveit, és az új regényei a szocialista realizmus kánonja alapján születtek. 1946 és 1948 között jelent meg 3 kötetes műve, a Vētra (Vihar), amelyben hősei már történelmi szerepben jelentek meg. Ezért a művéért 1948-ban a Sztálin-díj ezüst fokozatával tüntették ki. 1951-ben adták ki az Uz jauno krastu (Új part felé) című regényét, ennek ihletője Solohov Csendes Don című regényciklusa. Megjelenésekor a központi kritika a kulákság pártfogása címén jelentős kritikával illette, de 1952-ben a Pravdában a szovjet olvasók csoportja aláírással megjelent nyílt levél védelmébe vette. Végül ezért a művéért a Sztálin-díj legmagosabb fokozatával tüntették ki. Ezt követően már csak egy könyve jelent meg, a Falu a tengernél. Ez az „Áko, a sziget fia” folytatása, amelyben a hősök már a fényes szocialista jelenben élnek és dolgoznak. E művének megjelenése után haláláig már nem írt semmit.

## Politikusként
Vilis Lācis tengerészként elkötelezte magát a kommunista eszmékkel, 1928-ban belépett a betiltott Lett kommunista pártba. Folyamatos megfigyelés alatt állt, de író népszerűsége bizonyos védelmet biztosított számára. 
1940-ben a Molotov–Ribbentrop-paktum eredményeként létrejött, Augusts Kirhenšteins vezette lett kormány belügyminisztere lett. 1940. július 21-én Lācis terjesztette elő Lettország Szovjetunióba történő belépését követelő törvényjavaslatot. 1940. augusztus 25-én a szovjet megszállást követően kinevezték a Népbiztosok Tanácsának elnökévé. 1941 júliusa és 1944 októbere között Moszkvában a Lett SZSZK emigráns kormányát vezette. 1946-tól egészen 1959-ig a Lett Szovjet Szocialista Köztársaság Minisztertanácsának az elnöke. Ekkor nyugdíjba vonult.
Miniszterelnöksége idején ő írta alá 1949-ben a 42 000 lett (elsősorban volt katonák és értelmiségiek) Szibériába deportálását elrendelő rendeleteket.

## Művei
- Sieviete (Asszony) (1930)
- Atbrīvotais zvērs (Kiszabadult állat) (1930–1931)
- Putni bez spārniem (Szárny nélküli madarak) (1931–1934)
- Zvejnieka dēls (A halász fia) (1933–1934) (magyarul Áko, a sziget fia címen jelent meg)
- Senču aicinājums (1935)
- Cilvēki maskās (1935)
- Vecā jūrnieku ligzda (Az öreg halászfészek) (1937–1938)
- Akmeņainais ceļš (1939)
- Pazudusī dzimtene (1941)
- Vētra (Vihar) (1946–1948) (magyarul Zúg a vihar címen jelent meg)
- Uz jauno krastu (Új part felé) (1952)

### Magyar fordítások
- Zúg a vihar; oroszból ford. Görög Imre; Magyar-Szovjet Társaság Kiadója–Új Magyar Könyvkiadó N. V., Bp., 1950
- Zúg a vihar I–III. Új Magyar Könyvkiadó, 1952, ford. Görög Imre
- Új partok felé; oroszból ford. V. Rab Zsuzsa; Új Magyar Kiadó, Bp., 1954
- Az elveszett haza; oroszból ford. Ferencz László, Miklós István; Az Orosz Könyv, Bukarest, 1957
- A halász fia. Regény; oroszból ford. Görög Imre; Táncsics, Bp., 1958 (Táncsics könyvtár)
- Áko, a sziget fia. Regény; oroszból ford. F. Kemény Márta; Móra, Bp., 1959
- Négy utazás. Nagyvilág Világirodalmi folyóirat III. évfolyam 7. szám (1958. július) ford. Makai Imre
- Az öreg Kazánfűtő (részletek) és Sólymocska; in: A lett irodalom kistükre; szerk. Karig Sára, Budapest, Európa, 1977, ISBN 963-07-0933-3